# Stephan Just
Stephan Just (* 3. April 1979 in Eisenach) ist ein ehemaliger deutscher Handballspieler und heutiger Trainer.

## Spielerkarriere
Stephan Just begann das Handballspielen mit sechs Jahren bei der BSG Motor Eisenach, die sich nach der Wende in ThSV Eisenach umbenannte. Bereits mit 16 Jahren gehörte er der ersten Herrenmannschaft an. 2003 verließ der Rechtshänder Eisenach, um künftig für den SC Magdeburg zu spielen. Hier war der Kreisläufer jedoch nur Reservist, sodass er in der Winterpause der Saison 2004/05 zum Ligarivalen SV Post Schwerin wechselte. Nachdem Schwerin den Klassenerhalt nicht geschafft hatte, wechselte er zu GWD Minden, wo er einen Vertrag bis 2011 besaß. Da GWD jedoch zur Saison 2010/11 in die 2. Liga abstieg, lief sein Vertrag aus. Daraufhin unterschrieb Stephan Just einen Vertrag beim Kreisrivalen TuS N-Lübbecke. Im Sommer 2012 verließ er Nettelstedt. Nachdem Just einige Monate vereinslos war, unterschrieb er im Oktober 2012 einen Vertrag bei der TSG Friesenheim, mit der ihm 2013/14 der Aufstieg in die 1. Bundesliga gelang. Dort wurde er zumeist im Rückraum eingesetzt. Zuletzt lief er in der Saison 2015/16 für den ASV Hamm-Westfalen auf.
Stephan Just gehört mit 1864 Toren in 448 Bundesliga-Spielen zu den torgefährlichsten Spielern der Ligageschichte.

### Nationalmannschaft
Sein Länderspieldebüt in der deutschen Nationalmannschaft gab er am 19. Oktober 1999 gegen Polen. Er warf 18 Tore in 14 Länderspielen.

## Trainer
Im Januar 2017 übernahm Just die B-Jugend von GWD Minden. Nach nur einem Monat schied er allerdings wieder aus, um das Traineramt vom ASV Hamm-Westfalen zu übernehmen. Nach der Saison 2016/17 beendete er seine Tätigkeit bei Hamm-Westfalen.
Ab der Saisonvorbereitung zur Saison 2018/19 trainierte Just den Oberligisten TSG Altenhagen-Heepen. Im Dezember 2018 wurde er von seinen Aufgaben entbunden. Ab dem Sommer 2020 trainierte er die 2. Mannschaft vom SC Magdeburg. Im April 2022 wechselte er zum abstiegsbedrohten Zweitligisten EHV Aue, dessen Abstieg er nicht verhindern konnte. Unter seiner Leitung gelang Aue ein Jahr später der direkte Wiederaufstieg. Anfang November 2023 wurde er beim EHV Aue beurlaubt.
Just trainiert seit der Saison 2024/25 den Drittligisten HC Oppenweiler/Backnang. In der ersten Saison stieg er mit Oppenweiler/Backnang in die 2. Bundesliga auf.